# San Juan (Intibucá)
San Juan est une municipalité du Honduras, située dans le département d'Intibucá.
Fondée en 1747, la municipalité de San Juan comprend 4 villages et 43 hameaux.

## Crédit d'auteurs
- (es) Cet article est partiellement ou en totalité issu de l’article de Wikipédia en espagnol intitulé « San Juan, Intibucá » (voir la liste des auteurs).